# Torneo Gran Alternativa (2012)
El Torneo Gran Alternativa 2012 fue la decimoctava edición del Torneo Gran Alternativa, un torneo de lucha libre profesional producido por el Consejo Mundial de Lucha Libre. Tuvo lugar del 30 de marzo al 13 de abril de 2012 desde la Arena México en la Ciudad de México.

## Desarrollo
El torneo para elegir ganador se decidió por medio de una competición con formato de eliminación directa, donde el equipo formado por El Terrible y Euforia resultó ganador de la primera eliminatoria, la cual se realizó el 17 de agosto tras derrotar a Rush y Dragon Lee. En la segunda eliminatoria realizada el 6 de abril, la pareja de Atlantis y Tritón se alsó con la victoria tras vencer a Volador, Jr. y Raziel. En la final celebrada el 13 de abril, El Terrible y Euforia se convirtieron en los ganadores absolutos luego de derrotar a Atlantis y Tritón.

## Participantes
| Veterano:       | Novato:      |
| --------------- | ------------ |
| Blue Panther    | Rey Cometa   |
| El Terrible     | Euforia      |
| La Máscara      | Pegasso      |
| Máscara Dorada  | Titán        |
| Negro Casas     | Puma King    |
| Rey Bucanero    | Bobby Zavala |
| Rush            | Dragon Lee   |
| Último Guerrero | Niebla Roja  |

| Veterano:      | Novato:           |
| -------------- | ----------------- |
| Atlantis       | Tritón            |
| Brazo de Plata | Fuego             |
| El Felino      | El Hijo del Signo |
| El Valiente    | Diamante          |
| Marco Corleone | Hombre Bala, Jr.  |
| Mephisto       | Cancerbero        |
| Mr. Niebla     | Bronco            |
| Volador, Jr.   | Raziel            |

## Torneo
|  | Primera ronda                     | Primera ronda                 | Primera ronda             |                               |   | Cuartos de final | Cuartos de final      | Cuartos de final      |   |  | Semifinales | Semifinales | Semifinales |  |                       | Final                 | Final | Final |  |
|  |                                   |                               |                           |                               |   |                  |                       |                       |   |  |             |             |             |  |                       |                       |       |       |  |
|  |                                   |                               |                           |                               |   |                  |                       |                       |   |  |             |             |             |  |                       |                       |       |       |  |
|  | El Terrible & Euforia             | El Terrible & Euforia         | W                         |                               |   |                  |                       |                       |   |  |             |             |             |  |                       |                       |       |       |  |
|  | El Terrible & Euforia             | El Terrible & Euforia         | W                         |                               |   |                  |                       |                       |   |  |             |             |             |  |                       |                       |       |       |  |
|  | Máscara Dorada & Titán            |                               |                           |                               |   |                  |                       |                       |   |  |             |             |             |  |                       |                       |       |       |  |
|  |                                   | El Terrible & Euforia         | El Terrible & Euforia     | W                             |   |                  |                       |                       |   |  |             |             |             |  |                       |                       |       |       |  |
|  |                                   |                               |                           | W                             |   |                  |                       |                       |   |  |             |             |             |  |                       |                       |       |       |  |
|  |                                   |                               | Blue Panther & Rey Cometa |                               |   |                  |                       |                       |   |  |             |             |             |  |                       |                       |       |       |  |
|  | Blue Panther & Rey Cometa         | Blue Panther & Rey Cometa     | W                         |                               |   |                  |                       |                       |   |  |             |             |             |  |                       |                       |       |       |  |
|  | Blue Panther & Rey Cometa         | Blue Panther & Rey Cometa     | W                         |                               |   |                  |                       |                       |   |  |             |             |             |  |                       |                       |       |       |  |
|  | Negro Casas & Puma King           |                               |                           |                               |   |                  |                       |                       |   |  |             |             |             |  |                       |                       |       |       |  |
|  |                                   |                               |                           |                               |   |                  | El Terrible & Euforia | El Terrible & Euforia | W |  |             |             |             |  |                       |                       |       |       |  |
|  |                                   |                               |                           |                               |   |                  |                       |                       | W |  |             |             |             |  |                       |                       |       |       |  |
|  |                                   |                               | Rush & Dragon Lee         |                               |   |                  |                       |                       |   |  |             |             |             |  |                       |                       |       |       |  |
|  | La Máscara & Pegasso              |                               |                           |                               |   |                  |                       |                       |   |  |             |             |             |  |                       |                       |       |       |  |
|  |                                   |                               |                           |                               |   |                  |                       |                       |   |  |             |             |             |  |                       |                       |       |       |  |
|  | Último Guerrero & Niebla Roja     | Último Guerrero & Niebla Roja | W                         |                               |   |                  |                       |                       |   |  |             |             |             |  |                       |                       |       |       |  |
|  | Último Guerrero & Niebla Roja     | Último Guerrero & Niebla Roja | W                         | Último Guerrero & Niebla Roja |   |                  |                       |                       |   |  |             |             |             |  |                       |                       |       |       |  |
|  |                                   |                               |                           |                               |   |                  |                       |                       |   |  |             |             |             |  |                       |                       |       |       |  |
|  |                                   |                               | Rush & Dragon Lee         | Rush & Dragon Lee             | W |                  |                       |                       |   |  |             |             |             |  |                       |                       |       |       |  |
|  | Rey Bucanero & Bobby Zavala       |                               | Rush & Dragon Lee         | Rush & Dragon Lee             | W |                  |                       |                       |   |  |             |             |             |  |                       |                       |       |       |  |
|  |                                   |                               |                           |                               |   |                  |                       |                       |   |  |             |             |             |  |                       |                       |       |       |  |
|  | Rush & Dragon Lee                 | Rush & Dragon Lee             | W                         |                               |   |                  |                       |                       |   |  |             |             |             |  |                       |                       |       |       |  |
|  | Rush & Dragon Lee                 | Rush & Dragon Lee             | W                         |                               |   |                  |                       |                       |   |  |             |             |             |  | El Terrible & Euforia | El Terrible & Euforia | W     |       |  |
|  |                                   |                               |                           |                               |   |                  |                       |                       |   |  |             |             |             |  | El Terrible & Euforia | El Terrible & Euforia | W     |       |  |
|  |                                   |                               | Atlantis & Tritón         |                               |   |                  |                       |                       |   |  |             |             |             |  |                       |                       |       |       |  |
|  | El Valiente & Diamante            |                               |                           |                               |   |                  |                       |                       |   |  |             |             |             |  |                       |                       |       |       |  |
|  |                                   |                               |                           |                               |   |                  |                       |                       |   |  |             |             |             |  |                       |                       |       |       |  |
|  | Mephisto & Cancerbero             | Mephisto & Cancerbero         | W                         |                               |   |                  |                       |                       |   |  |             |             |             |  |                       |                       |       |       |  |
|  | Mephisto & Cancerbero             | Mephisto & Cancerbero         | W                         | Mephisto & Cancerbero         |   |                  |                       |                       |   |  |             |             |             |  |                       |                       |       |       |  |
|  |                                   |                               |                           |                               |   |                  |                       |                       |   |  |             |             |             |  |                       |                       |       |       |  |
|  |                                   |                               | Volador, Jr. & Raziel     | Volador, Jr. & Raziel         | W |                  |                       |                       |   |  |             |             |             |  |                       |                       |       |       |  |
|  | El Felino & El Hijo del Signo     |                               | Volador, Jr. & Raziel     | Volador, Jr. & Raziel         | W |                  |                       |                       |   |  |             |             |             |  |                       |                       |       |       |  |
|  |                                   |                               |                           |                               |   |                  |                       |                       |   |  |             |             |             |  |                       |                       |       |       |  |
|  | Volador, Jr. & Raziel             | Volador, Jr. & Raziel         | W                         |                               |   |                  |                       |                       |   |  |             |             |             |  |                       |                       |       |       |  |
|  | Volador, Jr. & Raziel             | Volador, Jr. & Raziel         | W                         |                               |   |                  | Volador, Jr. & Raziel |                       |   |  |             |             |             |  |                       |                       |       |       |  |
|  |                                   |                               |                           |                               |   |                  |                       |                       |   |  |             |             |             |  |                       |                       |       |       |  |
|  |                                   |                               | Atlantis & Tritón         | Atlantis & Tritón             | W |                  |                       |                       |   |  |             |             |             |  |                       |                       |       |       |  |
|  | Brazo de Plata & Fuego            |                               | Atlantis & Tritón         | Atlantis & Tritón             | W |                  |                       |                       |   |  |             |             |             |  |                       |                       |       |       |  |
|  |                                   |                               |                           |                               |   |                  |                       |                       |   |  |             |             |             |  |                       |                       |       |       |  |
|  | Mr. Niebla & Bronco               | Mr. Niebla & Bronco           | W                         |                               |   |                  |                       |                       |   |  |             |             |             |  |                       |                       |       |       |  |
|  | Mr. Niebla & Bronco               | Mr. Niebla & Bronco           | W                         | Mr. Niebla & Bronco           |   |                  |                       |                       |   |  |             |             |             |  |                       |                       |       |       |  |
|  |                                   |                               |                           |                               |   |                  |                       |                       |   |  |             |             |             |  |                       |                       |       |       |  |
|  |                                   |                               | Atlantis & Tritón         | Atlantis & Tritón             | W |                  |                       |                       |   |  |             |             |             |  |                       |                       |       |       |  |
|  | Atlantis & Tritón                 | Atlantis & Tritón             | Atlantis & Tritón         | Atlantis & Tritón             | W | W                |                       |                       |   |  |             |             |             |  |                       |                       |       |       |  |
|  | Atlantis & Tritón                 | Atlantis & Tritón             |                           |                               |   |                  |                       |                       |   |  |             |             |             |  |                       |                       |       |       |  |
|  | Marco Corleone & Hombre Bala, Jr. |                               |                           |                               |   |                  |                       |                       |   |  |             |             |             |  |                       |                       |       |       |  |
|  |                                   |                               |                           |                               |   |                  |                       |                       |   |  |             |             |             |  |                       |                       |       |       |  |
|  |                                   |                               |                           |                               |   |                  |                       |                       |   |  |             |             |             |  |                       |                       |       |       |  |